# Mohylevská gubernie

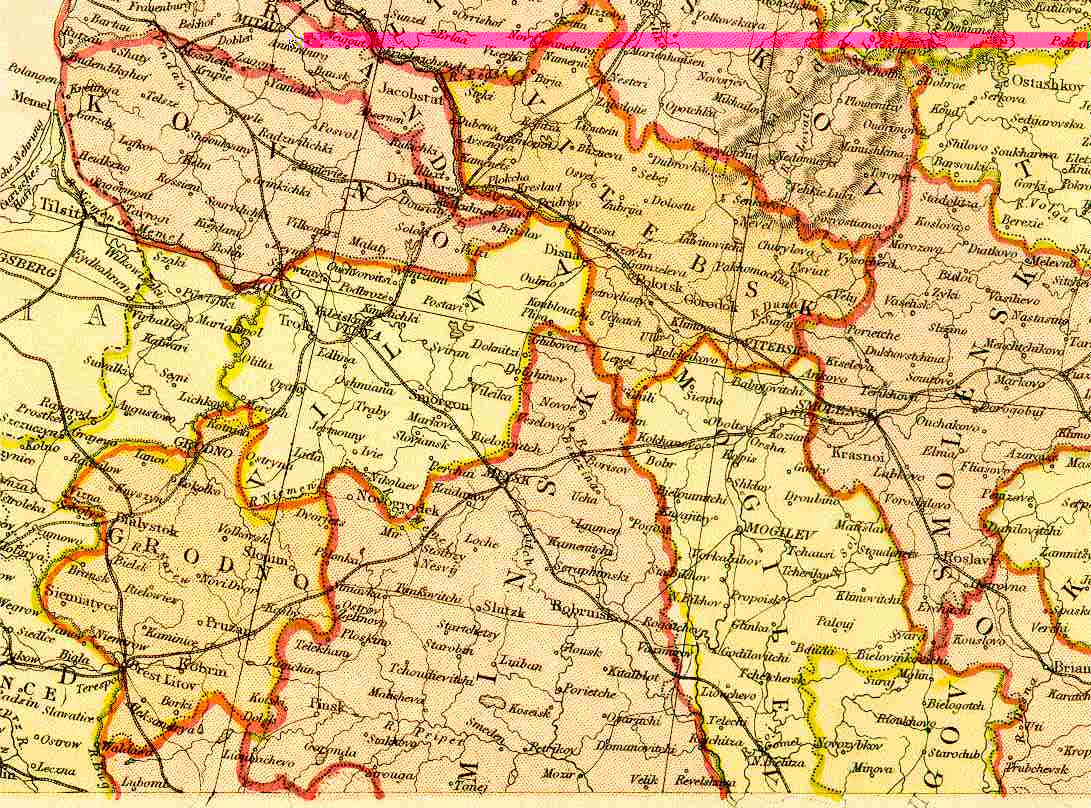
Běloruské gubernie v roce 1882

Mohylevská gubernie (rusky Могилёвская губерния) byla jednou z gubernií Ruského impéria. Hlavním městem byl Mohylev.
Mohylevská gubernie byla vytvořena v roce 1772, po prvním dělení Polska, z částí Vitebského vojvodství, Mstislavského vojvodství, Polockého vojvodství a Inflantského vojvodství. Tehdy se skládala z Mohylevské provincie, Mstislavské provincie, Oršské provincie a Rogačevské provincie.
V roce 1777 byla Mohylevská gubernie rozdělena na dvanáct újezdů. V roce 1778 byla přejmenována na Mohylevské místodržitelství. Mohylevské místodržitelství bylo zrušeno v roce 1796 a újezdy byly včleněny do Běloruské gubernie. Mohylevská gubernie byla znovuustavena v hranicích původních dvanácti újezdů v roce 1802.
V září 1917 byla Mohylevská gubernie včleněna do tzv. Západní oblasti, od ledna 1919 do Běloruské SSR a od února 1919 do RSFSR. 11. července 1919 byla Mohylevská gubernie zrušena. Podstatnou část jejího území zaujímá současná Mohylevská oblast.